# Félre az útból
A Félre az útból album az Ossian zenekar 1989-ben megjelent második nagylemeze. A sikeres bemutatkozó album után a Félre az útból fogadtatása lényegesen visszafogottabb volt a dalok technikás – egyesek számára túlbonyolított – megközelítése miatt. Érdekesség, hogy a lemezre felkerült egy Petőfi-vers, a Föltámadott a tenger megzenésítése is.
Az eredetileg csak kazettán és hanglemezen kapható albumot 2002-ben CD-n újra kiadták, bónusz dalokkal megtoldva, megújított hangzással és lemezborítóval.

## Dalok
1. Metál-kezelés – 3:49
2. Bűnös város – 3:51
3. Félre az útból! – 4:16
4. Föltámadott a tenger – 3:50
5. Valahol, messze (Randy, Cliff és a többiek) [instr.] – 1:30
6. Átok – 2:26
7. A mérgeskígyó – 3:34
8. Sex-invázió – 3:38
9. Fejlövés [instr.] – 2:53
10. Itt vagyok – 3:21
11. Tébolyult szombat – 3:20
12. Ossian – 2:01

Bónusz dalok a 2002-es újrakiadáson
1. Bűnös város '92 (az 1992-es válogatás albumról) – 3:58
2. Tébolyult szombat '92 (az 1992-es válogatás albumról) – 3:11
3. Valahol, messze '92 [instr.] (az 1992-es válogatás albumról) – 2:42

## Közreműködők
- Paksi Endre – ének
- Maróthy Zoltán – gitár, ének, basszusgitár
- Galántai Zsolt – dobok, ének

Bónusz dalok (Ossian 1992)
- Paksi Endre – ének
- Maróthy Zoltán – gitár
- Vörös Gábor – basszusgitár
- Tobola Csaba – dobok